# Oleksandropillea, Popasna
Oleksandropillea (în ucraineană Олександропілля) este un sat în așezarea urbană Komîșuvaha din raionul Popasna, regiunea Luhansk, Ucraina.

## Demografie
Componența lingvistică a localității Oleksandropillea
     Ucraineană (82,45%)
     Rusă (17,27%)
     Alte limbi (0,28%)
Conform recensământului din 2001, majoritatea populației localității Oleksandropillea era vorbitoare de ucraineană (82,45%), existând în minoritate și vorbitori de rusă (17,27%).